# Megalophanes viadrina
Megalophanes viadrina är en fjärilsart som beskrevs av Otto Staudinger 1871. Megalophanes viadrina ingår i släktet Megalophanes och familjen säckspinnare. Inga underarter finns listade i Catalogue of Life.